# Monte Caltafaraci
Monte Caltafaraci (la Montagna nella cartografia IGM; la Muntagna in siciliano) è una montagna di 533 m di altitudine, dalle pareti molto scoscese, sita nelle immediate vicinanze a nord - ovest dell'aggregato urbano della città di Favara.
Si presenta ricca di testimonianze archeologiche che vanno dalla prima età del bronzo fino al XIII secolo.

## Storia
Per quanto riguarda l'origine del nome, alcuni studiosi lo fanno derivare dall'arabo qual'at - al faragiah che significa roccia dalla veduta piacevole, mentre altri da qual'at - ferag che significa rocca o castello di Ferag; il termine Ferag fa riferimento alla leggenda di Faragio, un ricco signore che passava le sue giornate cantando. Non ci sono dubbi riguardo al prefisso Calta di evidente derivanza araba.
Il nome Caltafaraci viene dato più precisamente alla contrada che si estende alle falde a ovest della montagna, mentre quest'ultima viene chiamata genericamente 'La muntagna, in lingua siciliana.

## Scoperte
Le più antiche testimonianze sulla montagna risalgono alla prima età del bronzo come ci testimoniano le tombe a grotticella artificiale o a forno, scavate nella pietra viva, presenti sul versante nord - ovest. Le tombe ricavate nei grossi massi di caduta, o nelle pareti rocciose, hanno in genere l'aspetto del forno dei contadini delle nostre campagne.
Sempre nella zona nord - ovest della montagna si riscontrano anche frammenti di ceramica della prima e media età del bronzo. Alcuni manufatti in terracotta, provenienti da Caltafaraci, e risalenti al tardo bronzo, sono conservati al Museo archeologico regionale di Agrigento.
Sul pianoro della montagna si trovano numerosi vasi di ceramica risalenti al periodo della colonizzazione greca e riferibili alle popolazioni indigene del VI secolo; appartenenti a questo periodo sono i resti di ambienti circolari, scavati nella pietra viva. Del successivo periodo greco, del quale molto numerosi sono i frammenti rinvenuti di ceramica a figure rosse, riscontriamo ambienti abitativi quadrati e rettangolari, scavati sempre nella roccia.
Di questo periodo sono anche grandi architravi e i resti di una colonna in tufo arenario, dove si notano tracce di intonaco bianco, che fanno pensare ad architetture imponenti, probabilmente templi dedicati alle divinità.
Sulla sommità meridionale ci sono i resti di una fortezza in passato ritenuta di matrice araba. Si tratta di un castello con mura poste a diverse altezze nella quale sommità si trova un baluardo costituito da un muro dello spessore di 2 m e dalla lunghezza di 150 m.
Le prime testimonianze greche del centro, si hanno nel VI secolo a.C. con continuità fino al III secolo per poi scomparire forse in relazione alla prima guerra punica. L'insediamento che fu un centro fortificato con valore difensivo, ebbe un ruolo fondamentale nel piano strategico - militare della città di Agrigento, infatti, si presenta vicinissimo a questa, in direzione nord - est. Inoltre attraverso altri scavi sono state scoperte una villa romana databile tra la fine del I secolo e inizio del II e, un casale medievale del periodo svevo.
La villa è di tipo residenziale e ad essa appartengono un complesso termale con ambienti bicromi ricchi di mosaici, in cui a motivi geometrici si sovrappongono elementi floreali e figurativi (pesci), e una serie di stanze attorno a un cortile centrale. Nel corso del V secolo la villa si trasformò in una fattoria per la conservazione di alimentari in grandi anfore, due delle quali, sebbene molto rovinate, ancora presenti. In seguito la fattoria venne distrutta forse a causa della invasioni barbariche per poi rinascere nel corso della prima metà del VI secolo. A questo periodo appartiene anche un ambiente absidato usato come cappella cristiana, dove sono stati rinvenuti una croce di ferro e frammento di calici di vetro.
La testimonianza umana è accertata anche dalla presenza di una torre medievale del XIII secolo, che si trova nella contrada Caltafaraci, propriamente detta, sul versante opposto alla montagna. L'edificio, sebbene danneggiato in alcune sue parti, è tuttora riconoscibile. Sono ancora visibili i cantoni in tufo calcareo grigio, un portale, tracce di diverse monofore e una biblioteca. La torre è alta circa 12 m e aveva il ruolo di rappresentanza e controllo del signore nei confronti del territorio feudale.
Dal Medioevo a oggi, Caltafaraci è stata interessata da diversi insediamenti agricoli, in qualche caso anche di edifici di villeggiatura estiva, un esempio è la villa in stile neoclassico, costruita dal favarese Francesco Saverio Cafisi.